# Will Palmer
William "Will" Palmer (Horsham, 15 de febrero de 1997) es un expiloto de automovilismo británico. Su padre Jonathan y su hermano mayor Jolyon son expilotos de Fórmula 1.

## Carrera deportiva
Palmer comenzó su carrera en el automovilismo en 2011 en el Ginetta Junior Championship, un campeonato en el Reino Unido en el que pilotos de entre 14 y 17 años conducen antes de hacer el cambio a las carreras de fórmula. En tres temporadas, una con el equipo Hillspeed y dos con HHC Motorsport, 2013 fue su mejor año con una victoria en Rockingham Motor Speedway y un tercer lugar en la general. Ese año también hizo su debut en las carreras de fórmula en el campeonato de invierno de la Fórmula 4 BRDC. Ganó una carrera para HHC en Brands Hatch y terminó quinto en el campeonato con 131 puntos.
En 2014, Palmer condujo su primera temporada completa en autos de fórmula en el campeonato principal BRDC de Fórmula 4. Ganó dos carreras para HHC en el Circuito de Snetterton y terminó en el podio en otras cinco carreras, terminando sexto en la clasificación final con 356 puntos. También regresó al campeonato de invierno de la clase, ganando cuatro de las ocho carreras (tres en Snetterton y una en Brands Hatch) para convertirse en campeón de la clase.
En 2015, Palmer permaneció activo en Fórmula 4 BRDC para HHC. Ganó 12 de las 24 carreras de esa temporada y se convirtió en campeón de la clase con 592 puntos. También hizo su debut en la Eurocopa de Fórmula Renault de ese año, donde participó como piloto invitado con el ART Junior Team en el fin de semana de carreras en Silverstone, donde el noveno lugar fue su mejor resultado.
En 2016, Palmer condujo una temporada completa tanto en la Eurocopa de Fórmula Renault como en la Copa de Europa del Norte de Fórmula Renault en R-ace GP. En la Eurocup ganó una carrera en el último fin de semana en el Autódromo do Estoril y terminó séptimo en la clasificación con 76 puntos. En el NEC consiguió un podio en el Autodromo Nazionale di Monza y dos en Silverstone, situándose en el duodécimo puesto de la clasificación final con 126 puntos. También condujo el fin de semana de carreras en Spa-Francorchamps en la renovada Fórmula 3 BRDC en HHC y subió al podio en la última de las tres carreras.
En 2017 Palmer permaneció activo en la Eurocopa de Fórmula Renault 2.0 para R-ace GP. Ganó tres carreras en Monza, Silverstone y el Circuito de Mónaco y estuvo en el podio en otras siete carreras, terminando segundo en la final con 298 puntos detrás de Sacha Fenestraz.
En 2018, Palmer participó en dos carreras de GP3 Series para el equipo MP Motorsport. Luego de eso, no ha vuelto a competir.

## Resultados

### GP3 Series
(Clave) (negrita indica pole position) (cursiva indica vuelta rápida puntuable)

| Año  | Escudería     | 1   | 1   | 2   | 2   | 3   | 3   | 4   | 4   | 5   | 5   | 6   | 6   | 7   | 7   | 8   | 8   | 9   | 9   | Pos. | Puntos | Ref.  |
| ---- | ------------- | --- | --- | --- | --- | --- | --- | --- | --- | --- | --- | --- | --- | --- | --- | --- | --- | --- | --- | ---- | ------ | ----- |
| 2018 | MP Motorsport | BAR | BAR | LEC | LEC | SPI | SPI | SIL | SIL | BUD | BUD | SPA | SPA | MNZ | MNZ | SOC | SOC | YMC | YMC | 25.º | 0      | [ 2 ] |
| 2018 | MP Motorsport | 18  | 13  |     |     |     |     |     |     |     |     |     |     |     |     |     |     |     |     | 25.º | 0      | [ 2 ] |